# Fontana della Flora Capitolina (Nápoly)
A Fontana della Flora Capitolina egy nápolyi díszkút. A kör alakú medencéjének közepén egy klasszikus szobrokkal díszített lávakő található.